# 察南自治政府

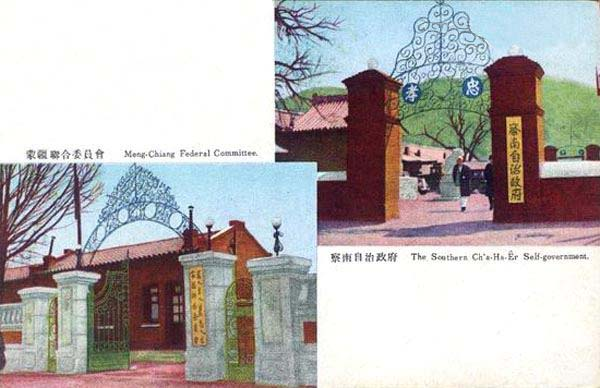
上图为察南自治政府，下图为蒙疆联合委员会

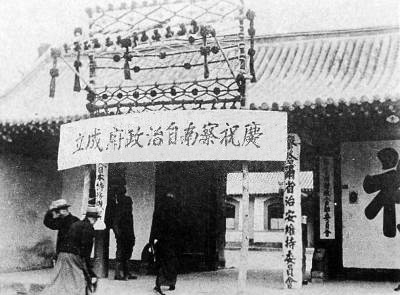
庆祝察南自治政府成立。大门上贴有察哈尔省治安维持委员会的名字

察南自治政府是1937年至1939年间日本在占领中华民国察哈尔省南部后扶植的傀儡政府。

## 沿革
1937年8月27日，日本关东军携蒙古军攻占中华民国察哈尔省省会万全县的张家口。张家口商会的于品卿投靠日本，组成了张家口治安维持会。9月4日，经过日本关东军的操纵，在张家口治安维持会的基础上成立了察南自治政府。察南自治政府以张家口作为首府，辖察哈尔省南部的10个县，所辖人口大约200万。所辖10个县是宣化县、万全县、怀安县、涿鹿县、蔚县、阳原县、赤城县、龙关县、延庆县、怀来县。察南自治政府的施政纲领为“日察如一，铲除共党，民族协和，民生向上”。
1939年9月，察南自治政府并入蒙疆联合自治政府，改组为察南政厅。 1943年，察南政厅改为宣化省。

## 组织
察南自治政府设政务委员若干人，由政务委员在其中推举二人为最高委员，担任行政首脑。下设总务处、民生厅、财政厅、保安厅、民政厅。各处设处长，各厅设厅长。日本人在察南自治政府的各级官署均派有顾问，总揽行政大权。在四个厅的厅长中，民生厅、保安厅厅长均为日本人。杜运宇、于品卿任最高委员，于品卿任察南自治政府主席。察南自治政府受日军在张家口的特务机关长吉冈安直及最高顾问金井章次的直接控制。
察南自治政府的主要职官为：
- 最高顾问：竹内元平
- 最高委员：于品卿、杜运宇
- 政务委员：于品卿、杜运宇、阮子南、白奎祥（白聚五）、緣智、韓運、鄭仁齋、韓玉峯
- 总务处长：陈玉铭
- 民政厅长：陈玉铭
- 民生厅长：卢镜如[7]
- 财政厅长：杨金声
- 保安厅长：高木一也